# Província Central (Sri Lanka)
La província Central de Sri Lanka (en singalès: |මධ්යම පළාත Madhyama Palata, en tàmil: மத்திய மாகாணம் Malaiyakam Maakaanam) va ser creada l'any 1833. És principalment una zona muntanyenca. Entre altres, s'hi troben les ciutats de Kandy, Nuwara Eliya i Sri Pada. A la província s'hi cultiva la major part del te de Ceilan que va ser plantat pels britànics a la dècada de 1860 després que una malaltia fitopatològica acabés amb les plantacions de cafè. La província atrau un gran nombre de turistes. Els idiomes oficials són el singalès i el tàmil.

## Història
Encara que tres invasions d'europeus van envair el país entre els segles xvi i XIX, la part de la província Central es va mantenir independent fins a la conquesta britànica de Kandy de principis del segle xix.

## Geografia
La província ocupa una superfície de 5.674 km² i té una població de 2.421.148 habitants (2001). Entre les principals ciutats hi ha Kandy (119.186 habitants), Matale (39.869), Dambulla (75.290), Gampola (26.481), Nuwara Eliya (27.449) Hatton (16.790). La muntanya més alta de Sri Lanka es troba en aquesta província Central, el terreny és principalement muntanyenc amb valls profundes. Les dues principals regions de muntanya d'aquesta zona són el massís central i la serralada de Knuckles a l'est de Kandy.

## Divisions administratives
La província Central es divideix en tres districtes i 36 secretariats.

### Districtes
| Districte de Kandy        | Kandy        | 1.940 | 1.279.028 |
| Districte de Matale       | Matale       | 1.993 | 441.328   |
| Districte de Nuwara Eliya | Nuwara Eliya | 1.741 | 703.610   |